# Mobscene
Mobscene înregistrată ca mOBSCENE este o melodie de pe albumul formației rock Marilyn Manson, The Golden Age of Grotesque.Versuri din melodie sunt cântate de femei „Be obscene, be, be obscene...” și sunt inspirate de o zicală a lui Oscar Wilde care era folosită de obicei ca cântec monoton printre majorete.Multe critici au comparat versurile melodiei cu melodia din filmul Requiem for a Dream, unde interpreta Jared Leto „Be excited, be, be excited...”.Cântecul a fost nominalizat pentru un premiu Grammy pentru Cea mai bună interpretare (metal), dar a pierdut în fața celor de la Metallica.

## Melodii
- Mobscene
- Tainted Love (Re-Tainted Interpretation)
- Mobscene (Rammstein's Sauerkraut Remix)
- Paranoiac

## Melodii SUA
- Mobscene
- Paranoiac